# Badgasse 1 (Volkach)
Das Haus Badgasse 1 (früher Hausnummern 45, 46) ist ein denkmalgeschütztes Bauwerk in der Altstadt des unterfränkischen Volkach. Beim Gebäude handelt es sich um ein Doppelhaus, dessen Rückseite heute die Adresse Kirchgasse 4 hat.

## Geschichte
Das Haus in der Badgasse 1 geht auf das ausgehende 18. Jahrhundert zurück. Wahrscheinlich bestand allerdings an selber Stelle bereits seit dem Mittelalter ein Vorgängerbau, der jedoch nicht durch Quellen nachweisbar ist. Um 1800 war im zur Badgasse ragenden Teil des Hauses eine Benefiziatenwohnung untergebracht. Hier lebte der Volkacher Frühmessner. Diese kirchliche Nutzung, die auch durch die Nähe zur Stadtpfarrkirche ausgedrückt wurde, findet sich auch im restlichen 19. und in der ersten Hälfte des 20. Jahrhunderts. 
Im Jahr 1835 richtete man in den Räumlichkeiten das Benefizium St. Barbara ein. Das Gebäude bestand aus einem Wohnhaus und war unterkellert. Bis 1900 teilte man das Anwesen in zwei Wohneinheiten ein. Nun bestand in Richtung Badgasse das Benefizium St. Barbara, zur Kirchgasse hin war das Benefizium ad St. Bartholomäus eingerichtet. Erst 1951 gelangte die Wohnung an der Badgasse in private Hände. In den 1950er nahm der damalige Besitzer Johann Baptist Thurn einen Umbau vor, bei dem insbesondere das Erdgeschoss des Hauses umgestaltet wurde.

## Beschreibung
Das Haus Badgasse 1 wird, mit seinem Rückgebäude in der Kirchgasse 4, vom Bayerischen Landesamt für Denkmalpflege als Baudenkmal eingeordnet. Untertägige Überreste von Vorgängerbauten sind als Bodendenkmal vermerkt. Daneben bildet das Doppelhaus ein Element des Bauensembles Altstadt Volkach. Es präsentiert sich als zweigeschossiges Fachwerkhaus, das giebelständig errichtet wurde. Das Erdgeschoss des Anwesens ist verputzt. Der Hausteil in der Kirchgasse weist noch die ursprüngliche Fensteraufteilung auf. Es handelt sich um einen Eingang mit gefasten Gewänden und separatem Oberlicht. 